# Lista de Membros Correspondentes da Academia Brasileira de Ciências Empossados em 1997
Esta lista contém os nomes dos membros correspondentes da Academia Brasileira de Ciências empossados em 1997. 
| Imagem | Nome                        | Datas de nascimento e falecimento | Local de nascimento        | Área de especialização | Alma mater                            | Data de posse       | Conhecido por | Referências |
| ------ | --------------------------- | --------------------------------- | -------------------------- | ---------------------- | ------------------------------------- | ------------------- | ------------- | ----------- |
|        | Allen Wilson Cowley Jr.     | 21 de janeiro de 1940             |                            | Ciências Biológicas    |                                       | 05 de março de 1997 |               | [ 2 ]       |
|        | Ana Margarida Ribeiro Neiva | 07 de maio de 1941                | Portugal                   | Ciências da Terra      | Universidade de Coimbra, Portugal     | 05 de março de 1997 |               | [ 3 ]       |
|        | Charles G. Gross            | 29 de fevereiro de 1936           |                            | Ciências Biológicas    |                                       | 05 de março de 1997 |               | [ 4 ]       |
|        | Gerhard Beurlen             | 22 de dezembro de 1939            |                            | Ciências da Terra      |                                       | 05 de março de 1997 |               | [ 5 ]       |
|        | Hans Jürgen Herrmann        | 01 de janeiro de 1954             | Havana, Cuba               | Ciências Físicas       | Universidade de Colônia, Alemanha     | 05 de março de 1997 |               | [ 6 ] [ 7 ] |
|        | Larry Simpson               | 31 de outubro de 1940             |                            | Ciências Biológicas    |                                       | 05 de março de 1997 |               | [ 8 ]       |
|        | Michael Ellis Fisher        | 03 de setembro de 1931            | Fyzabad, Trindade e Tobago | Ciências Físicas       | King's College de Londres, Inglaterra | 05 de março de 1997 |               | [ 9 ]       |
|        | Mortimer Mishkin            | 13 de dezembro de 1926            | Fitchburg, EUA             | Ciências Biológicas    | Dartmouth College, EUA                | 05 de março de 1997 |               | [ 10 ]      |